# طلال المشعل
طلال سعيد المشعل (7 يونيو 1978-)، لاعب كرة قدم سعودي معتزل، كان يلعب في النادي الأهلي السعودي في مركز الهجوم. لعب المشعل للأهلي والنصر والاتحاد والمرخية والرائد. لعب مع الاتحاد في دوري أبطال آسيا 2008. وللمنتخب السعودي لكرة القدم وشارك في نهائيات كأس آسيا 2000 حيث سجل 3 أهداف واحتلت السعودية المركز الثاني في تلك البطولة.
سجل المشعل خلال مسيرته الرياضية 32 هدف ولعب 60 مباراة دولية مع المنتخب السعودي الأول.

## بداياته
بدأ طلال المشعل في مدرسة الأهلي تحت إشراف النجم التاريخي للنادي الأهلي والمدرب السابق أمين دابو -رحمه الله- وقد تدرج بجميع فئات النادي السنية ( البراعم، الناشئين، الشباب ) حتى وصل للفريق الأول موسم 1996-97 وكانت أول أهدافه بقميص الأهلي في الفريق الأول 28 فبراير 1997 في نادي الأنصار.

## مسيرته الكروية
لعب طلال المشعل لأندية (الأهلي، النصر، المرخية، الإتحاد، الرائد) وتعتبر المسيرة الأبرز والأنجح هي مع الأهلي حيث حقق العديد من البطولات وسجل العديد بقميص النادي الملكي ولكن تجربة إعارته من الأهلي لنادي النصر ليست بالسيئة كونه ضمن المساهمين ببقاء النصر في الدوري السعودي الممتاز وعدم هبوطه لدوري الدرجة الأولى حيث سجل 16 هدف مع العالمي ساهمت ببقائه وتحسن نتائجه. بعد نهاية إعارته قام النادي ببيع عقده لعب لنادي المرخية ولكن لعب مباريات معدودة وإنتقل بعدها للغريم التقليدي للنادي الأهلي نادي الإتحاد وسجل 19 هدف وأحرز بطولتي الدوري وكأس الملك وتجربة مقبولة نوعًا ما رغم تواجده في أكثر الأوقات بدكة البدلاء. تجربته مع الرائد لم تكن طويلة حيث لعب 3 مباريات ومن ثم أعلن إعتزاله بسبب الإصابة التي يعاني منها. يعتبر طلال جوكر في المراكز الهجومية جيث يلعب كمهاجم وجناح وصانع ولعب مباريات كظهير إن إحتاج الفريق. وسجل طلال المشعل في مسيرته الكروية 152 هدفًا منها 82 بقميص النادي الأهلي و 35 بقميص المنتخب السعودي و 19 بقميص نادي الإتحاد و 16 بقميص نادي النصر.

## مسيرته مع الأهلي
تعتبر مسيرة طلال المشعل مع الأهلي ناجحة بشكل كبير حيث أحرز 8 بطولات في 8 سنوات تقريبًا رغم لعبه 18 مباراة نهائية مع الأهلي وبالرغم من تحقيقه إلى 8 بطولات إلا أنهُ يرى ظُلم بعدم تحقيقه لبطولة الدوري كونه تصدر ترتيب الجدول العام للدوري مرتان ولكن نظام المربع الذهبي كان يُرشح للعب تصفيات نهائية لأول 4 مراكز وبذلك صدارة الدوري لا تحسم اللقب فيما وصل النادي الأهلي تلك الفترة 3 مباريات نهائية في ظرف 4 سنوات ولم يحقق اللقب كذلك يرى طلال بأن الأهلي تم حرمانه من تحقيق بطولتي كأس المؤسس وكأس الكؤوس الآسيوية 1999-2000 بعد منعه من السفر لتايلاند لخوض النهائيات.
في 26 سبتمبر 2004 سجل طلال هدفه الـ 76 وبذلك أصبح هدافًا تاريخيًا للنادي الأهلي وظل طلال المشعل كهداف تاريخي للنادي الأهلي بـ 82 هدف لمدة تزيد عن 12 عام حتى أتى الهداف السوري عمر السومة ليكسر رقمه بعد صمود طويل.

## مسيرته مع المنتخب الوطني
كانت بدايات طلال مع المنتخب الوطني الأولمبي في تصفيات أولمبياد سيدني وقد سجل بالتصفيات 3 أهداف، ولكن تعتبر الإنطلاقة الحقيقية مع المنتخب الأول في نهائيات كأس آسيا عام 2000 في لبنان ساهم المشعل بظهور المنتخب بشكل مميز وسجل أيضًا 3 أهداف الأولى هدف التعادل في الكويت والثاني هدف التقدم في كوريا الجنوبية والهدف الثالث أيضًا في كوريا الجنوبية وكسب في المباراة النهائية أمام اليابان ركلة جزاء لم يستغلها زميله حمزة إدريس لإحراز هدف التفدم حينها. في تصفيات نهائيات كأس العالم 2002 قدم طلال حضورًا لافتًا توجه بتحقيق لقب هداف التصفيات للمنتخب السعودي كما حصل جائزة ثالث هدافي العالم 2001م من قِبل الاتحاد الدولي لتاريخ وإحصاءات كرة القدم. ساهم في تحقيق كأس الخليج 2002 ويُعتبر هدفه بمنتخب قطر في المباراة النهائية من أهم الأهداف التي ساهمت بتحقيق كأس البطولة. لعب 60 مباراة دولية مع المنتخب السعودي الأول وسجل 32 هدفًا دوليًا.

## الإنجازات

### مع النادي الأهلي
- كأس سمو ولي العهد 1998م
- كأس الإتحاد السعودي 2001م
- دورة الصداقة الدولية 2002م
- كأس سمو ولي العهد 2002م
- كأس الإتحاد السعودي 2002م
- كأس الخليج للأندية 2002م
- دورة الصداقة الدولية 2003م
- كأس الأندية العربية 2003م

### مع نادي الإتحاد
- الدوري السعودي 2009م
- كأس الملك 2010م

### مع المنتخب الوطني
- كأس العرب للمنتخبات 2002م
- كأس الخليج للمنتخبات 2002م
- كأس الخليج للمنتخبات 2002م

### الفردية
- أفضل لاعب آسيوي لشهر أكتوبر 1999م
- ثالث هدافي العالم دوليًا 2001م
- أفضل لاعب عربي 2001م من قِبل الجزيرة نت
- هداف المنتخب السعودي في تصفيات كأس العالم 2002م.
- ثاني هدافي النادي الأهلي تاريخيًأ
- ثالث هدافي المنتخب السعودي تاريخيًا في تصفيات كأس العالم
- خامس هدافي المنتخب السعودي عبر التاريخ

## ألقاب صحفية وجماهيرية
- الغزال الأسمر
- هينري العرب

## روابط خارجية
- طلال المشعل على موقع قاعدة بيانات كرة القدم.إي يو (الإنجليزية)
- طلال المشعل على موقع ناشيونال فوتبول تيمز (الإنجليزية)
- طلال المشعل على موقع كووورة